# Imre Nagy
Imre Nagy (født 7. juni 1896, død 16. juni 1958) var en ungarsk politiker. Han var ungarsk premierminister to gange.
Under 1. verdenskrig kæmpede Nagy på Østfronten for den østrig-ungarske hær. Han blev taget til fange og blev under sit fangenskab kommunist. Efter krigen vendte han tilbage til Ungarn og blev minister i Béla Kuns kommunistregering. I 1929 tog han til Sovjetunionen og blev medlem af Komintern.
Da Ungarn efter 2. verdenskrig blev okkuperet af Sovjetunionen, vendte Nagy tilbage for at blive medlem af den sovjetiske marionetregering. De sovjetiske overgreb gjorde ham dog skeptisk indstillet over for kommunismen, og da han i 1953 blev premierminister i Ungarn, forsøgte han at distancere sig fra Sovjetunionen. Dette førte til, at han i 1955 blev afsat som premierminister.
Da Ungarn året efter gjorde oprør mod Sovjetunionen, blev Nagy igen premierminister. Han forsøgte forgæves at få vestens hjælp mod Sovjetunionen, og senere på året blev Ungarn knust af sovjetiske styrker. Nagy søgte om asyl på den jugoslaviske ambassade. Han blev siden lovet frit lejde og forlod derfor ambassaden. Dette førte til, at han blev arresteret og henrettet i 1958.
Han blev begravet på et lukket område på kommunekirkegården, og graven blev først tilgængelig i 1989. Ved siden af Nagys grav står et monument med indskrifter på latin, ungarsk, tysk og engelsk. Den lyder på latin: Vivos voco Mortuos plango Fulgara frango (Jeg kalder på de levende, begræder de døde og bryder lynene).
Efter at Ungarn blev frit, fik Nagy en statsbegravelse med samtlige militære æresbevisninger, og der er opstillet en statue af ham på Martyrpladsen i Budapest, hvor Ungarns helte fra kampen mod Sovjetunionen mindes.